# Begleitsatz
Als Begleitsatz bezeichnet man einen Satz, der eine direkte Rede, auch wörtliche Rede genannt, begleitet. Im Begleitsatz erfährt man wer (wie) spricht. Häufig besteht der Begleitsatz nur aus einem Nomen und Verb des Sagens (verbum dicendi); dies bezeichnet man als Inquit-Formel.
Der Begleitsatz kann vor und nach der direkten Rede stehen oder diese unterbrechen.

## Beispiele
Steht der Begleitsatz vor der direkten Rede, so wird er mit Doppelpunkt von dieser getrennt.
• Er rief: „Guck mal, es schneit!“
Steht der Begleitsatz nach der direkte Rede, so wird er mit einem Komma abgetrennt. Ein Punkt am Ende der direkten Rede fällt weg, während Fragezeichen und Ausrufezeichen gesetzt werden.
• „Schau mal, es schneit“, sagte sie.
• „Schau mal, es schneit!“, rief er.
Wird die direkte Rede von einem Begleitsatz unterbrochen, so wird dieser mit Kommata abgetrennt. Die Unterbrechung muss an einer sinnvollen Stelle der direkten Rede erfolgen: meist zwischen zwei Teilsätzen, die durch Komma getrennt würden.
• „Ich glaube“, sagte sie, „es schneit.“

## „Unechter“ eingeschobener Begleitsatz
Wird der eingeschobene Begleitsatz mit einem Punkt beendet wie ein nachgestellter und geht die direkte Rede weiter, so bezeichnet man dies als „unechten“ eingeschobenen Begleitsatz.
• „Es schneit“, sagte sie. „Morgen können wir skifahren.“

## Weblink
• Die Regeln zur wörtlichen Rede im Detail